# Цейдлер, Герман Фёдорович
Герман Фёдорович Цейдлер (1861, Выборг—1940, Хяме) — русский хирург, доктор медицины, профессор.

## Биография
Герман Федорович Цейдлер вошел в историю отечественной хирургии, как крупнейший хирург-практик в области хирургии брюшной полости и как научный деятель, работы которого явились ценным вкладом в развитие хирургии в России. 
Родился в семье преподавателя Бёмской школы Фердинанда Фридриха Цейдлера (1832–1886) в Выборге, там же получил среднее образование. 
С 1881 по 1886 год учился на медицинском факультете Московского университета. 
С 1886 года стал работать врачом в городской Обуховской больнице Санкт-Петербурга, занимал должности ассистента, ординатора и старшего врача хирургического отделения.
С 1895 года Герман Федорович возглавил отделение хирургии Обуховской женской больницы. с 1907 года возглавил кафедру и клинику факультетской хирургии Санкт-Петербургского женского медицинского института. Также, помимо практики врачебной, вел консультации в Максимиллиановской лечебнице Красного Креста и в больнице Общины святой Евгении, был председателем Русского хирургического общества Пирогова и общества Красного Креста.
Г. Ф. Цейдлер создал хирургическую школу. Его учениками были Ф. Х. Ванах, В. А. Шаак, П. Г. Корнев, Н. И. Спасокукоцкая. В 1917 году Герман Федорович эмигрировал в Финляндию, где его хирургическая деятельность прекратилась. Долго болел и умер от рака в 1940 году.
Герман Цейдлер упоминается в «Красном колесе» А. И. Солженицына в главах об убийстве П. И. Столыпина как лечащий врач. 

## Научная деятельность
- В 1892 году в Военно-медицинской академии Г. Ф. Цейдлер защитил диссертацию на соискание степени доктора медицины по теме «О резекции кишки при омертвении ее в ущемленных грыжах»[3].
- В 1910 году в газете «Русский врач», № 1, Г. Ф. Цейдлером была опубликована первая работа о хирургическом лечении острого аппендицита.
- 1910 год — в газете «Русский врач» № 45 опубликована статья Г. Ф. Цейдлера о возможности формирования билио-дигестивных свищей.
- В 1910 году в той же газете «Русский врач», № 46, была опубликована статья «О холецистите и холангите без конкрементов»; Цейдлер один из первых обратил внимание на особенности диагностики и лечения острого бескаменного холецистита и холангита.
- 14 апреля 1903 года в Обуховской больнице одним из первых Г. Ф. Цейдлер наложил шов на рану сердца.
- В 1913 году на XII Пироговском съезде Российских хирургов России он сделал исчерпывающий доклад о ранениях сердца, основываясь на большом личном опыте и колоссальном материале Обуховской больницы. По выражению В. А. Оппеля «… хирургия сердца, повреждений сердца создана главным образом в России школой профессора Цейдлера».
- Большое внимание Герман Федорович уделял хирургии органов брюшной полости, им разрабатывались вопросы лечения гастродуоденальных язв[1].
- С 1913 года стала выполняться резекция желудка при раке. Разрабатывалась проблема лечения язв желудка и двенадцатиперстной кишки. Им разработана методика трехэтапной операции, получившей название операции Цейдлера-Шлоффера. Г. Ф. Цейдлер обосновал тактику при опухолях ободочной кишки, осложненных острой кишечной непроходимостью.
- В 1913 году в клинике выполнена сложная для того времени операция — пневмотомия по поводу абсцесса легкого с благоприятным исходом. Клиника была превращена в госпиталь для лечения раненых. В этот период под руководством Г. Ф. Цейдлера были выполнены исследования, посвященные хирургической инфекции, регенерации тканей, заживлению ран, лечению огнестрельных остеомиелитов, посттравматическим аневризмам артерий[1].

## Семья
Братья и сестры:
- Людвиг Федорович Цейдлер (1863–1916), дипломат[5]. Его жена — Мари Цейдлер, урожд. Круз (1872–1956, Кельн). Похоронен на Смоленском лютеранском кладбище.[6] Его дочь — Надежда Людвиговна жила в России, а сын — Алексей Людвигович, уехал в матерью в Германию.
- Альберт (1865–1908), инженер-технолог, работал на Трехгорном пивоваренном заводе. Один из его сыновей — Александр Альбертович Цейдлер (1899–1993), доктор технических наук, профессор, основатель отечественной школы цветной металлургии, лауреат Государственной премии (1943)[7].
- Эмма (1868–1923), работала учительницей.
- Клара (1870–1952), художница[8].
- Рудольф (1872–1966), горный инженер. Жена — Евгения Сергеевна Ундольская (1883–1962). В семье было пятеро детей, их потомки живут в Швеции, Финляндии, Франции, Англии и Южной Африке[9][10].
- Густав (1874–1959), врач. Окончил (в 1899) Императорскую  Военно-медицинскую академию. Жена — Эмма Паулина Маргарита Банг (1882—1970). Дочь Катарина (род. 1925). Его потомки живут в Финляндии[11].
- Антония (1876–1962), химик. Ее муж — Лев Владимирович Мусселиус (1874–1925)[8], химик, сын В.В.Мусселиуса.

Жена — София Антоновна Цейдлер (1872—1961, Хельсинки), урожденная Вальтер, сестра Филиппа Антоновича Вальтера.  Ее племянники: А.Ф.Вальтер, физик;  Г.Г. Вейхардт, физик;  В.Р. Бурсиан, физик-теоретик; А.К.Вальтер, физик-ядерщик, академик АН УССР.
- Дочь — София Германовна Цейдлер (1894—1983), — вышла замуж за садовника, работавшего в имении Цейдлеров, финна Лаури Сало (1899—1973).
- Дочь — Катарина Германовна Цейдлер (1895—1962).
- Сын — Сергей Германович Цейдлер (1900—1970) — вернулся на историческую родину предков в Хильдесхайм.

В 1918 году в семье Германа и Софии Цейдлеров жила Мария Робертовна Бурсиан (1894–1968), племянница Софии Цейдлер, а во время Второй мировой войны их сын, Сергей Цейдлер, спас из немецких концлагерей свою двоюродную сестру Ольгу Робертовну Бурсиан (1904–1996) и двоюродных племянников Ирину (1923–2009) и Роберта (1927–2013) Бурсиан.